# Микулич, Владимир Андреевич
Влади́мир Андре́евич Мику́лич (бел. Уладзімір Андрэевіч Мікуліч; 14 октября 1920, д. Чёрная Стежка, Смолевичская волость, Борисовский уезд, Минская губерния, Белорусская ССР — 17 января 2000, Минск, Беларусь) — советский партийный и государственный деятель. Герой Социалистического Труда (1958).

## Биография

Могила В. А. Микулича на Восточном кладбище Минска.

Родился 14 октября 1920 в деревне Чёрная Стежка Смолевичской волости Борисовского уезда Минской губернии Белорусской ССР (ныне деревня Полевая в составе Смолевичского района Минской области Республики Беларусь), в крестьянской семье.
Трудовую деятельность начал рабочим в 1937 году на торфобрикетном заводе «Красное Знамя».
С 1940 года — в Красной армии. Участвовал в Великой Отечественной войне.
В 1943 году вступил в КПСС.
В 1945—1953 годах — на комсомольской работе.
В 1950 году заочно окончил Республиканскую партийную школу при ЦК КП(б) Беларуси. В 1957 году заочно окончил Высшую партийную школу при ЦК КПСС.
В 1950—1953 — секретарь Минского обкома ЛКСМБ.
С 1953 года — второй секретарь Минского РК КПБ. С 1954 — первый секретарь Минского РК КПБ. За достижения в области развития сельского хозяйства на этом посту был удостоен звания Герой Социалистического Труда.
С апреля 1962 года — второй секретарь, в 1963—1977 годах — первый секретарь Брестского обкома КП Беларуси.
В 1977—1985 — первый секретарь Минского обкома КП Беларуси.
В 1985—1990 — заместитель Председателя Президиума Верховного Совета БССР.
С 1990 года — персональный пенсионер союзного значения.
Умер 17 января 2000 года.
Делегат 25-го и 26-го съездов КПСС. Член Центральной ревизионной комиссии КПСС (1966—1976), кандидат в члены ЦК КПСС (1976—1981), член ЦК КПСС (1981—1986). На XXIV—XXVII съездах КПБ избирался членом ЦК Компартии Беларуси.
Депутат Совета Союза Верховного Совета СССР 7−11-го созывов (1966—1989) от Минской области. Депутат Верховного Совета БССР 4−5-го созывов.

## Награды и звания
- Герой Социалистического Труда (1958)
- Орден Ленина (1958, 1966, 1973, 1978)[3]
- Орден Трудового Красного Знамени (1970)[3]
- Медали «За боевые заслуги» (1943), «За трудовую доблесть» (1948; 1959), «За оборону Москвы»[3]
- Почётная грамота Президиума Верховного Совета Республики Беларусь (1995)[9]

## Память
- Имя В. А. Микулича носит одна из улиц Минска (район Цнянка)[10] .
- С 2004 года Плисская средняя школа Смолевичского района Минской области носит имя В. А. Микулича, выпускника этой школы[11] (расположена в п. Октябрьский). Одна из экспозиций в школьном музее посвящена В. А. Микуличу. На здании школы установлена мемориальная доска в честь Героя.